# Mohammed Amine Ennali
Mohammed Amine Ennali (Tanger, 17 maart 1997) is een Marokkaans-Nederlands voetballer die als aanvaller voor Ittihad Tanger speelde.

## Carrière
Mohammed Amine Ennali speelde in de jeugd van RKSV DCG, AFC, FC Volendam, SBV Vitesse en SS Lazio. Hij liet zijn contract bij Lazio ontbinden om terug te keren naar Nederland. Hij ging in het beloftenelftal van Achilles '29 spelen, waar hij in de eerste seizoenshelft van het seizoen 2017/18 ook eenmaal in het eerste elftal speelde. In de winterstop vertrok hij naar Ittihad Tanger, waarmee hij kampioen van Marokko werd. Hij maakte zijn competitiedebuut op 20 mei 2018, in de met 2-0 verloren uitwedstrijd tegen Chabab Rif Al Hoceima. Nadat zijn contract ontbonden werd, tekende Ennali in de zomer van 2018 voor het Spaanse CD San Roque. Hier vertrok hij al snel weer omdat hij heimwee had. Hij keerde terug naar Amsterdam, waar hij voor AGB ging spelen. Van 2019 tot 2020 speelde hij voor AVV SDZ.

### Statistieken
| Seizoen                      | Club           | Land           | Competitie     | Competitie | Competitie | Beker | Beker | Totaal | Totaal |
| Seizoen                      | Club           | Land           | Competitie     | Wed.       | Dlp.       | Wed.  | Dlp.  | Wed.   | Dlp.   |
| ---------------------------- | -------------- | -------------- | -------------- | ---------- | ---------- | ----- | ----- | ------ | ------ |
| 2017/18                      | Achilles '29   | Nederland      | Tweede divisie | 1          | 0          | 0     | 0     | 1      | 0      |
| 2017/18                      | Ittihad Tanger | Marokko        | Botola Pro     | 1          | 0          | 1     | 0     | 2      | 0      |
| Carrièretotaal               | Carrièretotaal | Carrièretotaal | Carrièretotaal | 2          | 0          | 1     | 0     | 3      | 0      |
| Bijgewerkt op 3 januari 2020 |                |                |                |            |            |       |       |        |        |